# Международная ассоциация геронтологии и гериатрии
Международная ассоциация геронтологии и гериатрии (IAGG), ранее Международная ассоциация геронтологических обществ — неправительственная организациея (НПО), продвигающая геронтологические исследования и обучение и представляющая геронтологические организации на международном уровне.
Основной задачей ассоциации является содействие исследованиям в различных областях геронтологии, подготовка кадров, организация международных конгрессов по геронтологии, создание и укрепление связей между национальными геронтологическими научными сообществами .
Миссия ассоциации: улучшение здоровья пожилых людей через развитие услуг, образование, исследования, профессиональную подготовку специалистов.

## История
Международная ассоциация геронтологических обществ была основана в июле 1950 года и зарегистрирована в Льеже (Бельгия), как ассоциация организаций, занимающихся геронтологическими исследованиями и обучением. Первым её президентом стал Л. Брюль.
В 2005 году ассоциация была переименована в Международную ассоциацию геронтологии, а затем в Международную ассоциацию геронтологии и гериатрии (IAGG). По состоянию на 2009 год общества-члены IAGG существовали в 64 странах мира. Совокупное членство в ассоциации составило более 45 100 специалистов.
С момента основания ассоциация организовывала Всемирные конгрессы геронтологии и гериатрии раз в три года. На конгрессах эксперты делились своими знаниями и опытом на лекциях и пленарных заседаниях и симпозиумах. С 1981 года конгрессы стали проводиться раз в четыре года.

## Организация
IAGG — это головная организация пяти регионов мира: Африки, Азии/Океании, Европы, Северной Америки, Южной Америки и Карибского бассейна.
Программы IAGG включают:
- Глобальную сеть исследований старения (GARN),
- Глобальную социальную инициативу по проблемам старения (GSIA),
- Всемирную академию старения (WAA) и Совет студенческих организаций (CSO).

Партнерские отношения организация имеет с ООН и ВОЗ.

## Члены
В 2022 году IAGG представляло 84 национальных общества из 72 разных стран, а их членами являлись более 50 000 специалистов и студентов.

## Консультативный статус в ООН
С 1978 года IAGG является неправительственной организацией (НПО) III категории при ООН с консультативным статусом при Экономическом и Социальном Совете (ЭКОСОС). В 2009 году IAGG была учреждена со специальным консультативным статусом ЭКОСОС, позволяющим IAGG делать устные и письменные заявления. IAGG является членом Конференции неправительственных организаций (КОНПО) в консультативных отношениях с ООН с 1985 года. Было налажено международное сотрудничество между IAGG и восемью другими неправительственными организациями для продвижения основных мировых проблем старения.
IAGG поддерживает партнерские отношения с:
- Программой ООН по проблемам старения
- Программой развития ООН
- Фондом ООН в области народонаселения и другими агентствами ООН
- Программой Всемирной организации здравоохранения «Старение и жизненный путь»

В 2002 году совместно с программой ООН по старению IAGG разработала «Программу исследований старения на 21 век» (RAA-21). Программа RAA-21 поддерживает реализацию «Мадридского международного плана действий по проблемам старения» (MIPAA).
В 2021 году Ассоциация выступила против предложения ВОЗ о включении «старости» (old age) как симптома в одиннадцатое издание «Международной классификации болезней и проблем, связанных со здоровьем» (МКБ-11).